# عثيات كأسية
عثيات كأسية أو بزاقات عثية أو كوشيليدايدي أو فصيلة ليماكوديدي (الاسم العلمي Limacodidae)، هي فصيلة حشرات عثية من متغايرات العروق وتتبع الفصيلة العليا الزيغينينات. أنواعها نحو 1000 معظمها استوائي، يرقاتها مكسوة بشعر لاذع.